# Michael Dornheim
Michael Dornheim (* 2. April 1968 in Weiden) ist ein ehemaliger deutscher Volleyballspieler (192 Einsätze A-Nationalmannschaft). Seit 2025 ist er Sportdirektor beim künftigen Erstligisten Barock Volleys MTV Ludwigsburg.

## Karriere
Michael Dornheim begann seine sportliche Laufbahn im Volleyball-Internat Frankfurt-Hoechst, er war Schüler eines der ersten Jahrgänge. Mit anderen Spielern der Internatsmannschaft wurde Michael Dornheim 1987 Vierter bei der Junioren-Weltmeisterschaft, das beste Ergebnis einer deutschen Juniorennationalmannschaft überhaupt.
Von Frankfurt kam er zum Hamburger SV, bei dem er von 1987 bis 1989 spielte. In seiner ersten Saison in Hamburg konnte er mit seiner Mannschaft den deutschen Meistertitel erringen. Er war Zuspieler bei einer Körpergröße von 1,88 m und damit Dreh- und Angelpunkt der Mannschaft. Mit zwanzig Jahren war er bis dahin der jüngste Zuspieler, der seine Mannschaft zum Meistertitel führen konnte. In seiner letzten Saison beim HSV wurde er 1989 Deutscher Pokalsieger. 1989 wechselte Michael Dornheim zum TSV Milbertshofen, mit dem er den Pokalerfolg wiederholen konnte, und 1990 schließlich zum VfB Friedrichshafen, mit dem er dreimal deutscher Vizemeister wurde. Zu dieser Zeit war er bereits eine feste Größe in der deutschen Auswahl. Mit der Nationalmannschaft gelang Michael Dornheim 1991 und 1993 bei der Volleyball-Europameisterschaft jeweils der vierte Platz. Er gehört mit 192 Einsätzen zu den Spielern mit den meisten Einsätzen für die deutsche Auswahl. Nach dem Ende seiner Profikarriere schloss er sich dem SV Fellbach an, mit dem er 1998 neben seinem Vollzeitjob bei einem Stuttgarter Automobilkonzern als „Feierabendprofi“ noch einmal deutscher Vizemeister werden konnte. Danach schloss sich Michael Dornheim dem TSV Schmiden an, mit dem er in der Regionalliga spielte und mehrfach Deutscher Seniorenmeister wurde.
Michael Dornheim wurde 1993 zum Volleyballer des Jahres gewählt. Im Mai 2025 bekam der Weidener im Rahmen des Länderspiels Deutschland vs. Italien in München den Ehrenpreis des Bayerischen Volleyball-Verbands (BVV) verliehen.
2016/2017 absolvierte Dornheim erfolgreich den A-Trainer-Lehrgang des Deutschen Volleyball-Verbands an der Deutschen Sporthochschule Köln. Von 2018 bis 2022 betreute Michael Dornheim den Nachwuchs des TSV Schmiden. und gewann 2022 mit seinem U18-Team Ludwigsburg-Schmiden im Trainer-Gespann mit Jörg Ahmann die Deutsche U18-Jugend-Meisterschaft. Im  Sommer 2022 wechselte Dornheim als Nachwuchstrainer (U18 und U20) zu den Barock Volleys MTV Ludwigsburg und gewann auf Anhieb mit seiner Mannschaft, die mit zahlreichen Jugendspielern des Vereins besetzt war, die Oberliga-Meisterschaft. Seit Februar 2024 war Dornheim verantwortlicher Headcoach (ehrenamtlich) des Volleyball-Zweitligisten Barock Volleys Ludwigsburg, der in der Saison 2025/26 erstmals in der ersten Bundesliga antreten wird. In der ersten Liga übernimmt Dornheim den Posten des Sportdirektors.

## Privates
Dornheims Kinder Helena (Allianz MTV Stuttgart 2021/22 und Ladies in Black Aachen 2022 bis 2024=> Spielerkarriere beendet) und Jonah (Barock Volleys MTV Ludwigsburg) spielen ebenfalls Volleyball. Michael Dornheim arbeitet hauptberuflich im Management bei Mercedes-Benz Research & Development.